# Пелагеевка (Донецкая область)
Пелагеевка (укр. Пелагіївка) — посёлок в Донецкой области, отнесённый к Торезскому горсовету. Под контролем самопровозглашённой Донецкой Народной Республики с 2014 года.

## География

#### Соседние населённые пункты по странам света
С: —
СЗ: Красный Луч, Рассыпное (село), Рассыпное (посёлок)
СВ: Грабово
З: Ровное, Балочное, Контарное, Московское,  Стожково
В: Северное
ЮЗ: город Шахтёрск, Горное
ЮВ: — 
Ю: город Торез (примыкает)

## Общие сведения
Находится в 60-ти километрах к востоку от Донецка и в 11,2 км к северу от центра Тореза. В Пелагеевке размещены такие важные части города Тореза, как микрорайон «30 лет Победы», посёлок «Жилмассив» (район ш. «Лесная») и посёлок «Червона зирка».
Поселковый совет Пелагеевки находится в районе шахты «3-бис».
Телефонные номера в Пелагеевке начинаются с цифры 4, в отличие от самого Тореза, в котором они начинаются с цифры 3.

## История
Посёлок основан в 1915 году.
C 2014 года находится под контролем самопровозглашённой Донецкой Народной Республики.

## Транспорт
Через посёлок проходит железная дорога Дебальцево-Иловайск, на которой размещена станция Пелагеевский.

## Население
Пелагеевка — крупнейший посёлок городского типа в Донецкой области (с 2004 года по настоящее время).
Количество на начало года.
| Год  | Количество жителей |
| ---- | ------------------ |
| 1939 | 5267               |
| 1959 | 13860              |
| 1970 | 14580              |
| 1975 | 15000              |
| 1979 | 16601              |
| 1987 | 16500              |
| 1989 | 19012              |
| 1992 | 18800              |
| 1994 | 19000              |
| 1998 | 18200              |
| 2002 | 18185              |
| 2003 | 18003              |
| 2004 | 17912              |
| 2005 | 17904              |
| 2006 | 17870              |
| 2007 | 17802              |
| 2008 | 17783              |
| 2009 | 17781              |
| 2010 | 17829              |
| 2011 | 17891              |
| 2012 | 17968              |
| 2013 | 17985              |
| 2014 | 18008              |
| 2015 | 17882              |

Рейтинг посёлка (по численности населения) по состоянию на 1 января 2015 года:
| Место на Украине | Место в области |
| ---------------- | --------------- |
| 212              | 30              |

## Достопримечательности
В посёлке есть две братские могилы советских воинов, павших в годы Великой Отечественной войны, на которых воздвигнуты обелиски.